# Posesión de Casa-Puerta

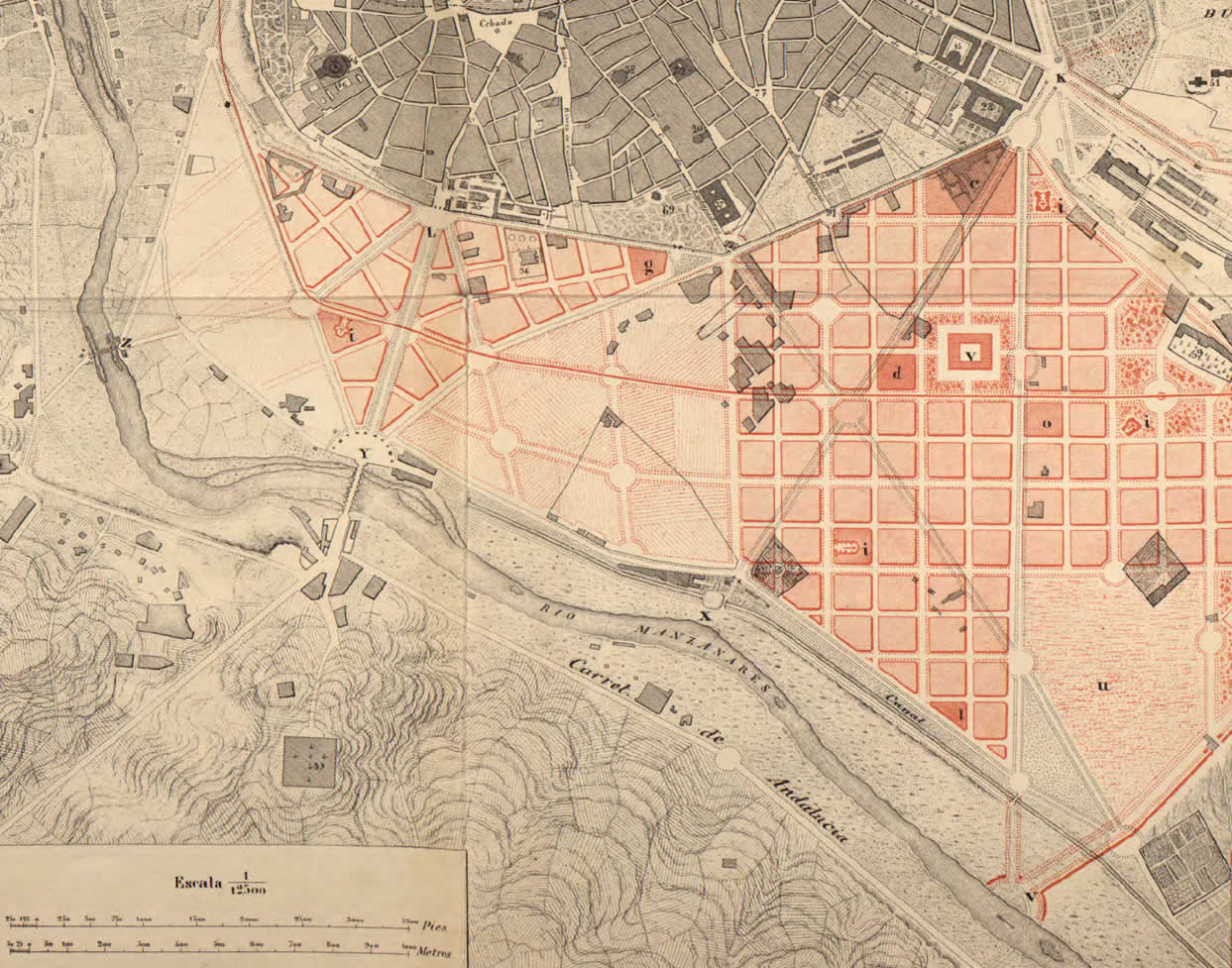
La Posesión de Casa-Puerta se encuentra en el extremo inferior-derecho del mapa, en un área rectangular sombreada de gris.

La Posesión de Casa-Puerta fue una finca de la ciudad española de Madrid. Según mapas citados por Isabel Gea y José del Corral estaba situada en una zona próxima al río Manzanares, al final del paseo del Molino. Su localización correspondería hoy día a un área delimitada, de forma aproximada, por las calles de Embajadores, Antracita, Bronce y avenida del Planetario, en el actual barrio de Legazpi, distrito de Arganzuela.
La finca perteneció en origen a los reyes de España. En 1563, Ana Martínez vendió a Federico Ricarde una casa huerta situada lindante a la dehesa de la Arganzuela. Su hijo Policiano Ricarde la vendió a Juan Carrero quien, a los cuatro días se la vendió a un genovés llamado Simón Sauli, quien, con el tiempo se hizo jesuita y dejó la casa a la Compañía de Jesús. La casa huerta de Simón Sauli fue denominada por sus nuevos propietarios como casa huerta de San Miguel, pero los madrileños la conocían popularmente como Casa-Puerta porque suprimieron el San Miguel y sustituyeron la «h» de huerta por la «p» de Puerta. En 1669 los jesuitas vendieron la propiedad y en 1695 la adquirió Pablo Spínola Doria, mayordomo mayor de la reina y marqués de los Balbases y duque de Sesto. En 1775 fue adquirida por el duque de Híjar. En su jardín había un palacete cuyos techos habían sido pintados por Claudio Coello, Jordán y Carreño. Las tropas francesas habitaron el edificio quedando completamente destrozado.
Se dice que este palacete fue refugio amoroso de Luis Candelas. En 1817, la hija y heredera del duque de Híjar vendió la casa de labor —que era lo único que quedaba en pie— al ebanista Mariano Rejón. Tras muchos años de abandono y siendo utilizada por vagabundos fue conocida por la «casa del Duende». En 1879, la posesión de Casa-Puerta fue expropiada para la construcción de la línea de ferrocarril a Ciudad Real.

## Plaza de Casa Puerta

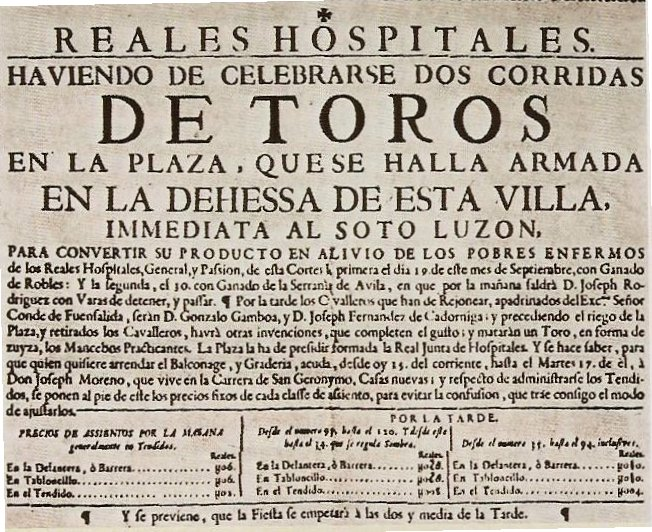
Cossío, en su obra Los toros daba este aviso como el más antiguo precedente del cartel taurino del que se tiene noticia; está fechado en septiembre de 1737.

En estos terrenos se construyó un coso taurino, la primera plaza circular de Madrid, con proyecto a cargo de Pedro de Ribera en 1737 a petición de la Archicofradía Sacramental de San Isidro para poder subvencionar la reconstrucción del pontón de San Isidro que facilitaba el paso a la ermita del Santo. El diámetro del ruedo era de unos cincuenta metros con una capacidad de unos 10 900  espectadores. Se celebraron tres corridas y esta plaza sentó el precedente de la construcción circular de las sucesivas plazas de toros que hasta entonces habían sido cuadradas por celebrarse las corridas, entre otros sitios, en la Plaza Mayor.